# Мегалопигиды
Мегалопигиды (лат. Megalopygidae) — семейство насекомых из отряда чешуекрылых.

## Описание
Размах крыльев  от 15 до 57 мм, самки крупнее самцов. Гусеницы отличаются наличием семи пар брюшных ног (со II по VII и на X сегменте), а также наличием множества волосков, среди которых скрываются ядовитые шипы, покрытые токсичным ядом, который представляет особую опасность для человека и способен вызвать анафилактический шок. Окраска очень разнообразна и варьируется от серебристо-белого до ярко-оранжевого и красно-коричневого цвета с чёрными узорами.

## Размножение
В районах с более холодным климатом взрослые особи появляются на свет один раз в год, в жарких регионах – два и более раза. После спаривания моли откладывают желтоватые яйца продолговатой формы на деревьях и кустарниках, их размер варьируется от 0,6 до 1,2 мм. Личинки появляются на свет через неделю и очень быстро развиваются. Продолжительность жизни взрослого насекомого составляет не более недели.

## Ареал
Северная Америка, Южная Америка.

## Роды
- Aithorape
- Alimera
- Alpis
- Anarchylus
- Archylus
- Bedalia
- Carama
- Cephalocladia
- Chrysopyga
- Cistissa
- Coamorpha
- Cyclara
- Edebessa
- Endobrachys
- Eochroma
- Gasina
- Gois
- Hysterocladia
- Isochroma
- Lagoa
- Langucys
- Macara
- Mallatodesma
- Malmella
- Malmis
- Megalopyge
- Mesoscia
- Microcladia
- Microrape
- Norape
- Norapella
- Ochrosoma
- Oylothrix
- Pimela
- Podalia
- Praenorape
- Proterocladia
- Psychagrapha
- Ramaca
- Repnoa
- Saltiga
- Sciathos
- Sulychra
- Thoscora
- Trosia
- Ulosota
- Unduzia
- Vescoa
- Wittinia
- Zebonda
- Zyzypyge